# 日本ラート協会
日本ラート協会（にほんラートきょうかい、JAPAN RHOENRAD ASSOCIATION、JRA）は、日本でのラートを統括し、普及を目的とした国内競技連盟である。国際ラート連盟唯一の日本支部である。

## 沿革
- 1989年7月 - 設立

## 事業

### レンタル・販売
ラート競技やイベントで使用するラート本体やビンディングの販売、レンタルをしている。

### 広報出版物
協会の広報誌「わっ!」の出版をしている。

### イベント・大会
- 全日本ラート競技選手権大会
- 全日本学生ラート競技選手権大会

## 関連
- 日本体操学会